# Dai Yun
Dai Yun (chinesisch 戴韞 / 戴韫, Pinyin Dài Yùn; * 22. November 1977 in Nanjing, Jiangsu) ist eine chinesische Badmintonspielerin.

## Sportliche Karriere
Dai Yun belegte 2000 bei den Olympischen Spielen den undankbaren vierten Platz im Dameneinzel, wo sie das Spiel um Platz 3 gegen Landsfrau Ye Zhaoying verlor. Zu ihren internationalen Erfolgen zählen Siege bei Taiwan Open, Thailand Open, Swiss Open und den Malaysian Open. 1998, 2000 und 2002 wurde sie mit dem chinesischen Team Weltmeisterin durch drei Endspielsiege im Uber Cup. 1999 gewann sie mit der gemischten Mannschaft den Sudirman Cup.

## Sportliche Erfolge
| Saison | Veranstaltung                | Disziplin   | Platz | Name    |
| ------ | ---------------------------- | ----------- | ----- | ------- |
| 1997   | German Open                  | Dameneinzel | 2     | Dai Yun |
| 1997   | China Open                   | Dameneinzel | 2     | Dai Yun |
| 1997   | All England                  | Dameneinzel | 3     | Dai Yun |
| 1998   | Swiss Open                   | Dameneinzel | 3     | Dai Yun |
| 1998   | Badminton-Asienmeisterschaft | Dameneinzel | 3     | Dai Yun |
| 1998   | Japan Open                   | Dameneinzel | 3     | Dai Yun |
| 1999   | Chinese Taipei Open          | Dameneinzel | 1     | Dai Yun |
| 1999   | Weltmeisterschaft            | Dameneinzel | 2     | Dai Yun |
| 1999   | Thailand Open                | Dameneinzel | 3     | Dai Yun |
| 1999   | All England                  | Dameneinzel | 2     | Dai Yun |
| 1999   | Malaysia Open                | Dameneinzel | 1     | Dai Yun |
| 1999   | Badminton-Asienmeisterschaft | Dameneinzel | 3     | Dai Yun |
| 2000   | Thailand Open                | Dameneinzel | 3     | Dai Yun |
| 2000   | Japan Open                   | Dameneinzel | 3     | Dai Yun |
| 2000   | All England                  | Dameneinzel | 2     | Dai Yun |
| 2000   | Olympia                      | Dameneinzel | 4     | Dai Yun |
| 2000   | Swiss Open                   | Dameneinzel | 1     | Dai Yun |
| 2001   | All England                  | Dameneinzel | 3     | Dai Yun |
| 2001   | Singapur Open                | Dameneinzel | 2     | Dai Yun |
| 2002   | Indonesia Open               | Dameneinzel | 3     | Dai Yun |
| 2002   | Japan Open                   | Dameneinzel | 2     | Dai Yun |
| 2002   | All England                  | Dameneinzel | 3     | Dai Yun |
| 2003   | Thailand Open                | Dameneinzel | 1     | Dai Yun |